# Prima divisione cinese di weiqi
La Prima divisione cinese di weiqi (中国围棋甲级联赛S), anche noto col nome inglese di Chinese A League, è un campionato cinese a squadre di Go, organizzato dall'Associazione cinese di go a partire dal 1999. Lo sponsor era Jinli Mobile, dal 2007 Gionee, dal 2018 Huawei e dal 2023 Agile Property.

## Formato
Il formato della competizione si è evoluto notevolmente nel corso delle edizioni.
Al primo campionato parteciparono solo 10 squadre, portate a 12 dall'edizione successiva, divenute 14 nel 2017 e 16 dal 2019. Ogni squadra è associata a una città cinese, o più raramente a una provincia. Al campionato possono partecipare anche goisti stranieri, con un limite di un goista straniero per squadra; dal 2002, inoltre, i goisti stranieri non possono scontrarsi direttamente.
Ogni squadra decide quattro goisti da far competere in un dato turno. Le quattro partite di ciascun turno, giocate con due ore e 40 minuti di tempo principale e cinque byo-yomi di un minuto, determinano il risultato dell'incontro. Dal 1999 una delle partite è disputata con tempi ridotti, 30 secondi la prima mossa poi dieci periodi da un minuto, per motivi televisivi. Nel 2005 è stato introdotto il sistema del Capitano, per cui in un incontro terminato 2-2, la squadra del vincitore dell'incontro tra capitani prende un punto in più. Nel 2005 e nel 2006, in caso di risultato pari a 3-1 o 4-0, la squadra vincente riceveva 2 punti, la perdente 0, mentre in caso di 2-2, la squadra vincente (quella il cui capitano aveva vinto) prendeva 1,5 punti, la perdente 0,5; dal 2007 i punti sono diventati rispettivamente 3 e 0 nei primi due casi, e 2 e 1 nel terzo.
La competizione ha sempre previsto un torneo all'italiana. Dalla prima edizione si sono disputate gare di andata e ritorno, con la squadra prima in classifica che vinceva il titolo. Successivamente è stato introdotto un sistema a play-off: nell'edizione 2022, le squadre si affrontano in un torneo all'italiana a turno singolo, con le prime otto che accedono ai play-off a eliminazione diretta (le prime due accedono direttamente alle semifinali, la terza e quarta ai quarti di finale), mentre le ultime otto giocano i play-out per restare in Prima divisione (due squadre finiscono in Seconda divisione; quindicesima e sedicesima accedono direttamente alle finali, tredicesima e quattordicesima alle semifinali).

## Albo d'oro
| Edizione | Anno | Campione                  | Seconda classificata/finalista   |
| -------- | ---- | ------------------------- | -------------------------------- |
| 1        | 1999 | Chongqing                 | Shanghai                         |
| 2        | 2000 | Chongqing                 | Yunnan                           |
| 3        | 2001 | Chongqing                 | Shanghai                         |
| 4        | 2002 | Chongqing                 | Yunnan                           |
| 5        | 2003 | Chongqing                 | Shanghai                         |
| 6        | 2004 | Shanghai                  | Beijing                          |
| 7        | 2005 | Shanghai                  | Guizhou                          |
| 8        | 2006 | Chongqing                 | Guizhou                          |
| 9        | 2007 | Shanghai                  | Guizhou                          |
| 10       | 2008 | Chongqing                 | Guizhou                          |
| 11       | 2009 | Hangzhou                  | Beijing                          |
| 12       | 2010 | Shandong                  | Sian                             |
| 13       | 2011 | Chongqing                 | Liaoning                         |
| 14       | 2012 | Chongqing                 | Guizhou                          |
| 15       | 2013 | Chongqing                 | Guizhou                          |
| 16       | 2014 | Dalian                    | Shanghai                         |
| 17       | 2015 | Subo                      | Wuhan                            |
| 18       | 2016 | Subo'er Hangzhou          | Yunnan Baoshan Yongzi            |
| 19       | 2017 | Zhongxin Beijing          | Mingsheng Bank Beijing           |
| 20       | 2018 | Huatai Securities Jiangsu | China United Travel Xiamen       |
| 21       | 2019 | Subo'er Hangzhou          | Longyuan Mingcheng Hangzhou      |
| 22       | 2020 | Jiangxi                   | Rizhao Mountain and Sea Elephant |
| 23       | 2021 | Subo'er Hangzhou          | Longyuan Mingcheng Hangzhou      |
| 24       | 2022 | Subo'er Hangzhou          | Jiangsu Jiachen                  |
| 25       | 2023 | Shenzhen Niedao           | Longyuan Mingcheng Hangzhou      |
| 26       | 2024 | Subo'er Hangzhou          | Shenzhen Longhua                 |